# Учитесь плавать
Учитесь плавать — российское молодёжное движение второй половины 90-х годов, формировавшееся вокруг молодых, агрессивных[неизвестный термин], экстремальных[неизвестный термин] музыкальных коллективов, выступавшее против наркомании, социального конформизма, за здоровый образ жизни и активную жизненную позицию.

## Радиопередача
«Учитесь плавать» — авторская радиопрограмма Александра Ф. Скляра, посвящённая экстремальным и радикальным направлениям в мировой рок-музыке. Название «Учитесь плавать» было заимствовано у одноимённой песни группы «Центр» на стихи Евгения Головина
Впервые программа «Учитесь плавать» появилась на Радио Maximum в 1991 году. С подачи Артемия Троицкого, ведущим стал вокалист московской группы «Ва-БанкЪ» Александр Скляр. Именно тогда он добавил к своему имени литеру «Ф», как сокращение от отчества — Феликсович.

Сперва это была передача не об альтернативной музыке, а о тяжёлой рок-музыке вообще. Постепенно мне стало казаться, что интереснее передачу выруливать именно в сторону альтернативы, которая вообще не крутилась на радио.
— Александр Ф. Скляр
В эфире стали звучать молодые альтернативные группы из России и ближнего зарубежья, которые присылали свои демо по почте, либо передавали ведущему до эфира.
Последовавшее в 1998 году увольнение программного директора Михаила Козырева повлекло за собой смену формата радиостанции, а также закрытие ряда программ, в том числе и «Учитесь плавать».
12 мая 1999 года программа «Учитесь плавать» возобновила своё вещание на «Станции 106,8».

Вы, может быть, спросите, а почему именно «Станция 106,8». А я вам отвечу: «А кто ещё?» Назовите других кандидатов на московском FM-диапазоне. «Европа плюс»? «Хит FM»? Это просто смешно. «Наше радио»? Но оно по определению гоняет только «нашу» музыку, отечественную. А как же первоначальная идея, где же крутить не только «нашу», но и достойную «их»? Вот и получается, что на «Станции», которая, кстати, сама проявила инициативу, — самые толковые и далеко вперёд смотрящие капитаны.
— Александр Ф. Скляр
Одним из условий перехода «Учитесь плавать» на «Станцию» было появление соведущего. Ею стала постоянная слушательница, студентка Лала Валиева.

Саша Скляр кинул клич в прямой эфир о поиске соведущего. Я написала короткое резюме и совсем забыла о нём. Спустя некоторое время мне звонит домой Скляр, говорит, что помнит меня как постоянную слушательницу и хочет попробовать в роли соведущей.— Лала V
В 2001 году владельцем контрольного пакета акций радиостанции стал холдинг «Русская медиагруппа». Осенью того же года «Станция 2000» была закрыта.
29 марта 2010 года состоялось возвращение «Учитесь плавать» на радио Maximum. Первым гостем возобновлённой программы стал Александр Ф. Скляр, который передал свои полномочия новым ведущим: Александру «Чаче» Иванову и своему сыну Петру Скляру. Всего вышло семь выпусков.
| Год эфира | Радиостанция     | Ведущий                 | Соведущий                         |
| --------- | ---------------- | ----------------------- | --------------------------------- |
| 1991—1998 | Радио Maximum    | Александр Ф. Скляр      | —                                 |
| 1999—2001 | Станция 106,8 FM | Александр Ф. Скляр      | Лала Валиева / Александр Мелешкин |
| 2010      | Радио Maximum    | Александр «Чача» Иванов | Пётр Скляр                        |

## Фестиваль «Учитесь плавать»
Идея организовать фестиваль альтернативной музыки появилась в 1994 году, после приезда в Россию группы Rollins Band. Фронтмен группы Генри Роллинз оказал серьёзное влияние на идеологию фестиваля, также став основоположником движения Straight Edge в России.

У меня есть только один путь — не выпивать, не курить, не употреблять наркотиков; это лишь образ жизни, а не её цель.
— Генри Роллинз
Основными принципами «Учитесь плавать» стали: здоровый образ жизни, экстремальность только в музыке, непримиримость к социальному конформизму.
По инициативе группы «Ва-БанкЪ», фестиваль «Учитесь плавать», а также его участники, являлись сторонниками международного движения Stop the Madness («Остановим безумие!»), выступающего против употребления сильнодействующих наркотиков.

### Урок первый
- Время проведения: 24—25 ноября 1995
- Место проведения: ДК им. Горбунова, Москва
- Участники:

- 24 ноября: Les Primitifs, Zdob şi Zdub, Crocodile T.X., I.F.K., Ва-БанкЪ.
- 25 ноября: Epilepsy Bout, Chicotilo Bulls, ШВАХ, The Console, Tequilajazzz, НАИВ

### Урок второй
- Время проведения: 2—4 июля 1996
- Место проведения: ДК Ленсовета, Санкт-Петербург (2 июля 1996), ДК им. Горбунова, Москва (3—4 июля 1996)
- Участники:

- 2 июля: Rage Against the Machine, Zdob şi Zdub, Ва-БанкЪ, Tequilajazzz.
- 3 июля: Rage Against the Machine, I.F.K., Tequilajazzz
- 4 июля: Химера, Skygrain, Кирпичи, Jazzlobster, Thaivox, Epilepsy Bout, Четыре таракана, Zdob Si Zdub, Ва-БанкЪ

### Урок третий
- Время проведения: 19—20 апреля 1997
- Место проведения: ДК им. Горбунова, Москва
- Участники[15]:

- 19 апреля: Vague, Apple Core, D-Hash, Zdob şi Zdub, Dub War
- 20 апреля: МЭD DОГ, Buttweizer, Лёгкие, Швах, Scheer

### Урок четвёртый
- Время проведения: 3 июля 1999
- Место проведения: клуб «Ю-Ту», Москва
- Участники:

- 3 июля: 5 углов, Зубы, Бондзинский, Дай пистолет, Drugly Cats, Team Ocean, Epilepsy Bout

### Урок пятый
- Время проведения: 3 мая 2001, 19 мая 2001
- Место проведения: клуб «Точка», Москва (3 мая 2001), клуб «Полигон», Санкт-Петербург (19 мая 2001)
- Участники:

- 3 мая 2001: Стероид 50333, Бондзинский, Spatorna, Hostile Breed, Toad, Ругер
- 19 мая 2001: Ульи, Извне, Crocodile T.X., Стероид 50333, Психея, Scang

## Сборники
Каждый фестиваль «Учитесь плавать» был приурочен к выпуску одноимённого сборника альтернативной музыки, выпускаемого фирмой грамзаписи Feelee Records.
- 1995: «Учитесь плавать: Урок первый»
- 1996: «Учитесь плавать: Урок второй»
- 1997: «Учитесь плавать: Урок третий»
- 1999: «Учитесь плавать: Урок четвёртый»
- 2001: «Учитесь плавать: Урок пятый»[16]

## Интересные факты
- За успехи в развитии движения «Учитесь плавать» Александр Ф. Скляр был назван журналом ОМ в числе пятидесяти людей, повлиявших на массовую культуру 1990-х.
- Предполагалось возрождение программы «Учитесь плавать» на радио Ultra и «Наше радио», но формат обеих радиостанций исключал одновременную трансляцию отечественных и иностранных исполнителей[4].